# Krasnoe (Nenecia)
Krasnoe (in russo Красное?) è un villaggio situato nel Circondario autonomo dei Nenec, nella Russia europea del nord.
Si trova lungo un canale laterale destro della Pečora, 33 km a nord-est di Nar'jan-Mar.